# Kebon Sahang
Kebon Sahang is een bestuurslaag in het regentschap Banyuasin van de provincie Zuid-Sumatra, Indonesië. Kebon Sahang telt 566 inwoners (volkstelling 2010).